# Dere cassiae
Dere cassiae là một loài bọ cánh cứng trong họ Cerambycidae.